# Шебеш, Густав
Гу́став Ше́беш (венг. Gusztáv Sebes; 22 января 1906, Будапешт — 30 января 1986, Будапешт), настоящее имя Гу́став Ша́ренпек (венг. Gusztáv Scharenpeck) — венгерский футболист и тренер. Также работал в 1950-е гг. заместителем председателя Комитета по делам физкультуры и спорта Венгрии. Автор концепции «социалистического футбола», ранней версии «тотального футбола». Под руководством Шебеша сборная Венгрии 32 матча подряд провела без поражений, что до сих пор является национальным рекордом страны, во время этого периода венгры стали золотыми медалистами Олимпиады 1952, чемпионами
Центральной Европы 1953 и серебряными медалистами чемпионата мира 1954.

## Биография
Родился в семье сапожника. Он начал играть в клубе «Мюсаки Долгозок», а затем в «Вашаше», который принадлежал заводу, на котором работал Шебеш. Затем он переехал во Францию, работал монтёром на заводе Renault в Билланкуре, одновременно с этим он играл за заводскую команду «Олимпик». По возвращении в Венгрию Шебеш играл за клуб МОМ, а затем за МТК Хунгария, позже переименованную в просто «Хунгария», партнёрами Шебеша по клубу были Енё Кальмар и Паль Титкош, которые позже станут помощниками Густава в сборной Венгрии. Во время его игры за «Хунгарию» Шебеш помог клубу трижды выиграть чемпионат Венгрии и один раз кубок Венгрии.
В 1948 году, после работы с клубами «Сентлёринци», «Вайсс Манфред» и «Будафок», Шебеш согласился войти в состав комитета, управляющего сборной Венгрии, помимо него, в комитете состояли ещё два человека — Бела Мандик и Габор Компоти-Клебер. Однако уже через год, с назначением Шебеша заместителем министра спорта Венгрии, ему поручили единолично возглавлять национальную команду. Шебеш сразу стал строить сборную по образцу Вундертим и сборной Италии 1930-х, которые состояли, преимущественно, из игроков одного или двух клубов, это облегчалось тем, что в январе 1949 года в Венгрия была объявлена коммунистическим государством, а клуб-лидер «Ференцварош» считался неподходящим для этой идеи, из-за своей националистической, в прошлом, направленности политики. Лучших игроков из этих и других клубов отправили в «Кишпешт» (впоследствии его переименовали в «Гонвед»), находящийся на содержании Министерства обороны Венгрии. Так идея Шебеша сделать национальную команду на основе двух клубов (вторым стал МТК) воплотилась. Примерно в то же время главный тренер МТК стал использовать схему 3-2-5, вместе с использованием новой позиции на поле, которую назвали «оттянутый центральный нападающий», эти идеи Шебеш сразу стал использовать в венгерской сборной.
В 1952 году сборная Венгрии поехала на Олимпийские игры, на пути к полуфиналу которых они одержали в пяти играх 5 побед с колоссальной разницей мячей 20:2, а в полуфинале они победили олимпийских чемпионов прошлой Олимпиады шведов, со счётом 6:0, а в финале победили югославов 2:0. Затем последовала серия товарищеских матчей, в которых венгры победили Англию, с которой встречалась на родине родоначальников футбола 6:3, а в матче-реванше в Будапеште разгромила англичан 7:1. Помимо этого, команда победила в кубке Центральной Европы, набрав 11 очков при 5 победах, двух поражениях и одной ничьей.
В 1954 году Венгрия поехала на чемпионат мира в качестве главного фаворита. В групповой стадии 2 победы в двух матчах с разницей голов 17:3. В четвертьфинале венгры победили Бразилию 4:2; в этой игре, прозванной «Битва при Берне», состоялась драка, где участвовали все представители команд, в частности, Шебеша в подтрибунном помещении ударили разбитой бутылкой, после чего тот был вынужден обратиться в больницу, где ему наложили 4 шва. В полуфинале Венгрия победила чемпионов мира 1950 года, сборную Уругвая в дополнительное время 4:2, а в финале Венгрия неожиданно проиграла ФРГ 2:3, хотя на групповой стадии разгромила ту же команду 8:3, этот матч позже назвали «Чудо в Берне». После чемпионата мира Венгрия начала новую полосу побед из 18-ти матчей, которая закончилась 19 февраля 1956 года, а 9 июня того же года Шебеш был уволен, после ничьи с Португалией 2:2.
После ухода из сборной Шебеш работал администратором и тренером в клубах Уйпешт Дожа, «Гонведе» и Диошдьёре.
В декабре 1953 года награждён орденом Трудового Красного Знамени (ВНР) «за длительную работу в области развития спорта в Венгрии» и за победу над сборной Англии в выездной товарищеской игре.

## Достижения

### Как игрок
- Чемпион Венгрии: 1929, 1936, 1937
- Обладатель кубка Венгрии: 1932

### Как тренер
- Золотой медалист Олимпиады: 1952
- Чемпион Центральной Европы: 1953

### Личные
- 24-е место списке лучших тренеров в истории футбола по версии World Soccer: 2013[4][5]